# ウィニング・ラン (プロダクション)
株式会社ウィニング・ラン（WINNING RUN Co.,Ltd.）は、テレビ番組、ラジオ番組、コンサート、イベントの企画・制作・演出を行うプロダクション会社である。

## 主な制作番組

### テレビ番組
- 「新BS日本のうた」 (NHKBSプレミアム4K／NHKBS)
- 「まもなく紅白!今年もすごいぞSP2024」(NHK)
- 「はやウタ」 (NHK)
- 「演歌フェス2024」(NHKBSプレミアム4K)
- 「まもなく紅白今年もすごいぞSP2023」(NHK)
- 「まもなく紅白!今年もすごいぞSP2022」(NHK)
- 「まもなく紅白!今年もすごいぞSP 〜第１夜 見どころ編〜」(NHK)
- 「まもなく紅白!今年もすごいぞSP 〜第２夜 直前編〜」(NHK)
- 「紅白見どころおみせします！〜紅白直前スペシャル〜」（NHK）
- 「4K8K 第70回NHK紅白歌合戦」（NHK BS4K BS8K）
- 「もうすぐ紅白!祝70回見どころスペシャル」（NHK）
- 「4K8K 第69回NHK紅白歌合戦」（NHK BS4K BS8K）
- 「平成の紅白、まるごとおさらいしちゃいます！ 〜平成最後の紅白直前SP〜」(NHK)
- 「紅白、今リハーサル中です。〜見どころスペシャル〜」(NHK)
- 「NHK福祉大相撲〜お楽しみ歌くらべ〜」(NHK)
- 「大地の恵み〜日本農業賞コンサート〜」(NHK)
- 「演歌フェス2023」（NHK BSプレミアム4K／NHK BS）
- 「演歌フェス2021」（NHK BS4K）
- 「演歌フェス2019」（NHK BS4K）
- 「テレ東開局60周年特別企画ミュージックフェス2024夏」(テレビ東京)
- 「テレ東60祭!ミュージックフェスティバル2023」（テレビ東京）
- 「テレ東音楽祭2022冬」(テレビ東京)
- 「テレ東音楽祭2022春」(テレビ東京）
- 「テレ東音楽祭2021」(テレビ東京)
- 「テレ東音楽祭2020」(テレビ東京)
- 「テレ東音楽祭2029」(テレビ東京)
- 「テレ東音楽祭2018」(テレビ東京)
- 「純烈!はじめます!」（BSテレ東）
- 「日本歌手協会 歌謡祭」（BSテレ東）
- 「プレイバック 歌手協会歌謡祭」（BSテレ東）
- 「テレビで初詣!〜全国ご利益神社紀行〜（BSテレ東）
- 「ごごウタ」（NHK）
- 「プリンスロード Vol.3 ～2020ミュージカル大辞典～」(CSテレ朝)
- 「JUN×JUN 純烈 予測不能! チャレンジSP」(BS11)
- 「おか素 〜ソプラニスタの作り方〜」(BSフジ)
- 「芸能人釣人伝説 太陽フィッシング」(CSテレ朝)
- 「年忘れ にっぽんの歌」(テレビ東京)
- 「夏祭り にっぽんの歌」(テレビ東京)
- 「三波春夫 追善 新潟記念公演 〜山内惠介・市川由紀乃・三山ひろし スペシャルコンサート〜」(チャンネル銀河)
- 「泣いて笑って45年! 吉幾三と仲間たち 」(BS -TBS)
- 「三波春夫 大忠臣蔵の世界 演歌若手三人衆 〜山内惠介・市川由紀乃・三山ひろしが挑戦！〜」(BS-TBS)
- 「プリンスロード 〜2019ミュージカル大辞典〜」(CSテレ朝)
- 「あなたの出会った昭和の名曲」(BS11)
- 「木曜8時のコンサート〜名曲!にっぽんの歌〜」 (テレビ東京)
- 「金曜7時のコンサート〜名曲!にっぽんの歌〜」（テレビ東京）
- 「秋祭りにっぽんの歌」（テレビ東京）
- 「昭和の歌人たち」 (NHK BSプレミアム)
- 「祭りの響き〜地域伝統芸能まつり〜」(NHK)
- 「徳光和夫の名曲にっぽん」（BSテレ東）
- 「テレ東のさしめし〜芸能人とさしめししませんか？〜」（テレビ東京）
- 「ドリームクリエイター」（テレビ東京）
- 「BS日本のうた」 (NHK)
- 「大当り 勘九郎劇場」(NHK)
- 「立川談志 日本の芸100選」(NHK)
- 「三枝一座がやってきた!」(NHK)
- 「にっぽんのジャズ大全集」(NHK)
- 「キング・オブ・スイング 〜日本のトップジャズメンたち〜」(NHK)
- 「みんなの好きなスタンダードジャズ」(NHK)
- 「星にスイング 〜歌うクリスマス〜」(NHK)
- 「スタンダード名曲選 〜レイモンド・コンデと100人の仲間〜」(NHK)
- 「ミュージックワンダーランド 〜珠玉のスイング＆バラード〜」(NHK)
- 「素晴らしき音楽仲間」(NHK)
- 「渋谷らいぶステージ」(NHK)
- 「BSふれあいステージ 〜演歌いっぽん勝負〜」(NHK)
- 「BSふれあいステージ 〜お好み寄席〜」(NHK)
- 「BS歌謡最前線」(NHK)
- 「BSカラオケ塾」(NHK)
- 「和田アキ子スペシャル 〜歌ってうたって90分」(NHK)
- 「GENTLE3・LIVE 〜宇崎竜童・岩城滉一・世良公則〜」(NHK)
- 「由紀さおり・安田祥子 〜ジャンルを超えた名歌名曲30選〜」(NHK)
- 「八代亜紀と素敵な紳士の音楽会」(NHK)
- 「熱唱 天童よしみ 名曲十八番勝負」(NHK)
- 「淡谷のり子さん米寿を祝う会 〜ベージュ色のステージ」(NHK)
- 「古関裕而音楽祭」(NHK)
- 「ゆかいにイングリッシュ 〜さくらと歌おう〜」(NHK)
- 「70年代ポップスセレクション」(NHK)
- 「みんなのうた」 (NHK)

### 過去のラジオ番組
- 「絆うた」(NHKラジオ第1）

### コンサート構成 演出、イベント制作
- 「山内惠介コンサートツアー2024 〜舞い上がれ紅の蝶〜」
- 「第53回 日本農業賞 〜食と農エールコンサート〜」
- 「長良グループ創立60周年記念 NAGARA FESTIVAL "NEXT STAGE"」
- 「山内惠介プレミアムコンサート2023 〜at 国際フォーラム〜」
- 「武田鉄矢の昭和は輝いていた 10周年記念コンサート」
- 「山内惠介コンサート2023 in 新歌舞伎座／in 御園座 〜いのちまっすぐに歌の道、こころ万華鏡〜」
- 「山内惠介コンサートツアー2023 〜歌うこころは万華鏡〜」
- 「第52回 日本農業賞 〜食と農エールコンサート〜」
- 「山内惠介コンサートツアー2022 〜歌のまごころ、あなたへ届け〜」
- 「新春ビッグステージ2022」（五木ひろし、清塚信也、新浜レオンほか）
- 「ヤング歌謡祭 Vol.2」
- 「ヤング歌謡音楽祭 Vol.1」
- 「中村美律子と純烈の新春！ 初うた！！ 初笑い！！！」
- 「山内惠介 五大都市コンサートツアー2021 〜Roots あなたを愛で奪いたい〜」
- 「五木ひろし in LINE CUBE SHIBUYA  THE 演歌フェス リターンズ」制作
- 「山内惠介 コンサートツアー2021 〜Roots あなたを愛で奪いたい〜」
- 「山内惠介 コンサート2023 〜北海道ツアー〜」
- 「山内惠介 コンサート2021 〜北海道ツアー〜」
- 「五木ひろし 50th Anniversary ITSUKI フェス in LINE CUBE SHIBUYA」制作
- 「水森かおり オンラインメモリアルコンサート」
- 「日本歌手協会　歌謡祭」
- 「日本歌手協会・歌謡フェスティバル」
- 「新潟開港150周年「みなとまち新潟音楽祭」
- 『チャングム&イサン&トンイの世界 ドラマ・シンフォニー』